# Fed Cup de 1996
A Fed Cup de 1996 foi a 34ª edição do mais importante torneio entre países do tênis feminino.

## Grupo Mundial
Oito equipes disputaram o título em três rodadas eliminatórias.
|  |                                   |                                   |                                   |                                    |   |                             |                                                   |                             |  |  |                           |                           |                           |
|  | Quartas de final 27 e 28 de abril | Quartas de final 27 e 28 de abril | Quartas de final 27 e 28 de abril |                                    |   | Semifinais 13 e 14 de julho | Semifinais 13 e 14 de julho                       | Semifinais 13 e 14 de julho |  |  | Final 28 e 29 de setembro | Final 28 e 29 de setembro | Final 28 e 29 de setembro |
|  | Quartas de final 27 e 28 de abril | Quartas de final 27 e 28 de abril | Quartas de final 27 e 28 de abril |                                    |   | Semifinais 13 e 14 de julho | Semifinais 13 e 14 de julho                       | Semifinais 13 e 14 de julho |  |  | Final 28 e 29 de setembro | Final 28 e 29 de setembro | Final 28 e 29 de setembro |
|  | Múrcia, Espanha – saibro          |                                   |                                   |                                    |   |                             |                                                   |                             |  |  |                           |                           |                           |
|  |                                   |                                   |                                   |                                    |   |                             |                                                   |                             |  |  |                           |                           |                           |
|  | 1                                 | Espanha                           | 3                                 |                                    |   |                             |                                                   |                             |  |  |                           |                           |                           |
|  | 1                                 | Espanha                           | 3                                 | Baiona, França – carpete (coberto) |   |                             |                                                   |                             |  |  |                           |                           |                           |
|  |                                   | África do Sul                     | 2                                 |                                    |   |                             |                                                   |                             |  |  |                           |                           |                           |
|  |                                   | África do Sul                     | 2                                 |                                    | 1 | Espanha                     | 3                                                 |                             |  |  |                           |                           |                           |
|  | Amiens, França – saibro           |                                   |                                   |                                    | 1 | Espanha                     | 3                                                 |                             |  |  |                           |                           |                           |
|  |                                   |                                   | 3                                 | França                             | 2 |                             |                                                   |                             |  |  |                           |                           |                           |
|  |                                   | Argentina                         | 3                                 | França                             | 2 | 2                           |                                                   |                             |  |  |                           |                           |                           |
|  |                                   | Argentina                         |                                   |                                    |   | 2                           | Atlantic City, Estados Unidos – carpete (coberto) |                             |  |  |                           |                           |                           |
|  | 3                                 | França                            | 3                                 |                                    |   |                             |                                                   |                             |  |  |                           |                           |                           |
|  | 3                                 | França                            | 3                                 |                                    |   | 1                           | Espanha                                           | 0                           |  |  |                           |                           |                           |
|  | Tóquio, Japão – duro (coberto)    |                                   |                                   |                                    |   | 1                           | Espanha                                           | 0                           |  |  |                           |                           |                           |
|  |                                   |                                   | 2                                 | Estados Unidos                     | 5 |                             |                                                   |                             |  |  |                           |                           |                           |
|  | 4                                 | Alemanha                          | 2                                 | Estados Unidos                     | 5 | 2                           |                                                   |                             |  |  |                           |                           |                           |
|  | 4                                 | Alemanha                          | Nagoya, Japão – carpete (coberto) |                                    |   | 2                           |                                                   |                             |  |  |                           |                           |                           |
|  |                                   | Japão                             | 3                                 |                                    |   |                             |                                                   |                             |  |  |                           |                           |                           |
|  |                                   | Japão                             | 3                                 |                                    |   | Japão                       | 0                                                 |                             |  |  |                           |                           |                           |
|  | Salzburgo, Áustria – saibro       |                                   |                                   |                                    |   | Japão                       | 0                                                 |                             |  |  |                           |                           |                           |
|  |                                   |                                   | 2                                 | Estados Unidos                     | 5 |                             |                                                   |                             |  |  |                           |                           |                           |
|  |                                   | Áustria                           | 2                                 | Estados Unidos                     | 5 | 2                           |                                                   |                             |  |  |                           |                           |                           |
|  |                                   | Áustria                           |                                   |                                    |   |                             |                                                   |                             |  |  |                           |                           |                           |
|  | 2                                 | Estados Unidos                    | 3                                 |                                    |   |                             |                                                   |                             |  |  |                           |                           |                           |
|  | 2                                 | Estados Unidos                    | 3                                 |                                    |   |                             |                                                   |                             |  |  |                           |                           |                           |